# Henry Detwiller
Henry Detwiller (* 18. Dezember 1795 in Langenbruck; † 21. April 1887 in Easton, Pennsylvania) war ein schweizerisch-amerikanischer Mediziner, Chirurg, Homöopath und Botaniker.

## Leben und Werk
Henry Detwiller war ein Sohn des Bannbruders Heinrich Dettwiler und der Verena, geborene Jenni. Seine Schwester Verena, verheiratete Brodbeck, war die Grossmutter mütterlicherseits des Dichters Carl Spitteler.
Von 1808 bis 1810 besuchte Detwiller die Schule in Saint-Imier und war anschliessend für drei Jahre Privatschüler bei Laurentius Senn, einem Absolventen der Würzburger Schule. Ab 1814 studierte Detwiller fünf Semester an der Universität Freiburg i.Br. Medizin. Da noch nicht volljährig, erhielt er im Herbst 1816 nur das Absolutorium. In Basel sah er sich mit dem Widerstand der etablierten Ärzte und Chirurgen konfrontiert. So entschloss er sich im Frühjahr 1817, in die Vereinigten Staaten zu emigrieren.
In Amsterdam angekommen wurde er für die Weiterfahrt auf dem aus Boston stammenden Großsegler «John of Baltimore» als Arzt verpflichtet. Als solcher war er während der Überfahrt für die 400 Passagiere an Bord verantwortlich. Zu denen zählte auch der französische General Dominique Joseph Vandamme und der ihn begleitende Arzt Dr. Munges. Das Schiff erreichte Mitte Juli 1817 den Hafen von Philadelphia. Auf Anraten Munges und Joseph Bonapartes beschloss Detwiller nicht wie geplant in den Westen weiterzureisen, sondern an einem deutschsprachigen Ort zu praktizieren. In Allentown angekommen, war er für sieben Monate Assistenzarzt von Dr. Charles W. Martin. Als solcher behandelte er erfolgreich Patienten, die an den Folgen von Bleivergiftungen schwer erkrankten.
Detwiller unterschrieb am 16. Mai 1818 seine Absichtserklärung, dass er ein Waisenkind sei. In der Folge liess er sich in Hellertown, Northampton County nieder und eröffnete eine Arztpraxis. Im Dezember 1818 heiratete er Elisabeth, geborene Appel, von Pennsylvania. Zusammen hatten sie sieben Kinder. 1823 erhielt er die Staatsbürgerschaft der Vereinigten Staaten. Seine Frau starb 1835.
In Hellertown unternahm er zusammen mit seinen Freunden Dr. De Schweinitz und Dr. Hübner zahlreiche botanische Exkursionen. Sein Herbarium nannte er Flora Sauconensis. Die von ihm gesammelten und präparierten Exemplare u. a. von Säugetieren, Reptilien und Schildkröten repräsentierten mit wenigen Ausnahmen die ganze Fauna von Pennsylvania. Der grösste Teil der Sammlung wurde später öffentlichen Institutionen und Museen in Europa geschenkt, insbesondere dem Naturhistorischen Museum Basel.

## Detwiller, William Wesselhöft und die Homöopathie

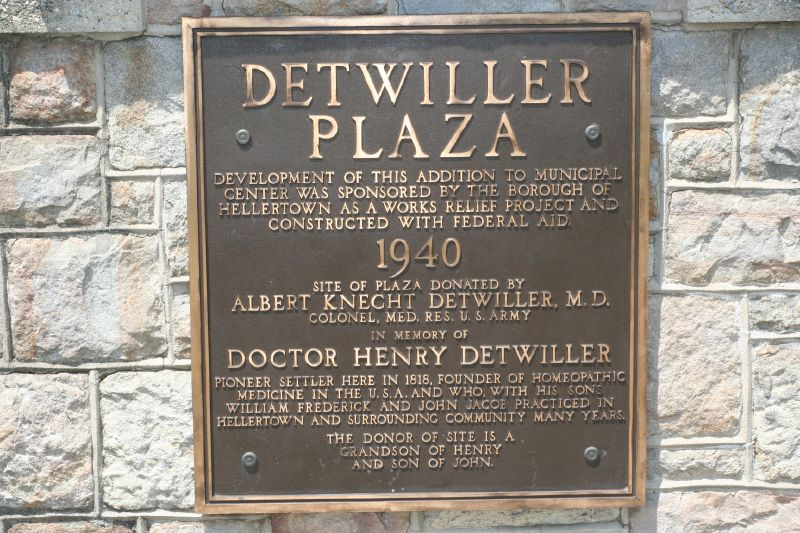
Gedenktafel, Detwiller-Platz in Hellertown, Pennsylvania

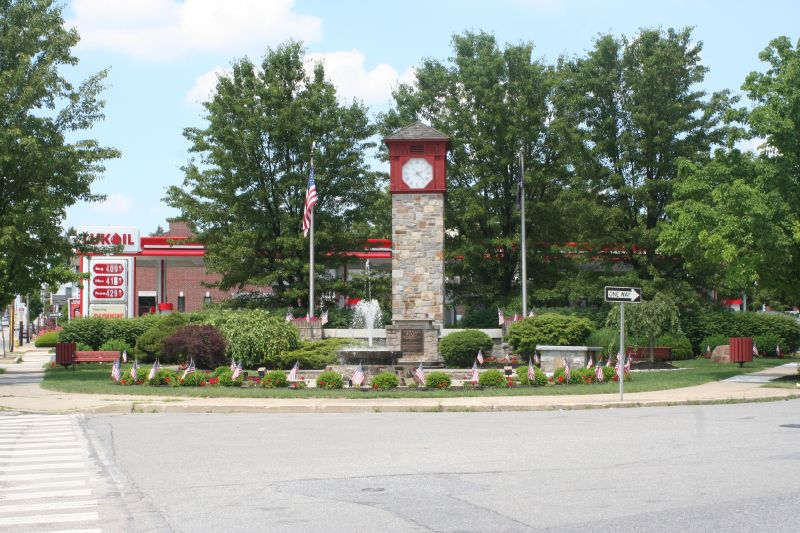
Detwiller-Platz in Hellertown, Pennsylvania

Detwiller war mit dem aus Jena stammenden Arzt William Wesselhöft (1794–1858) gut befreundet. Dieser besuchte die von Gotthilf Heinrich Schubert geleitete Realschule in Nürnberg. Später studierte er transzendentale Physik bei Lorenz Oken und war nach seiner Promotion an der Universität Basel als Anatomie-Demonstrator und Assistenzarzt für Augenheilkunde tätig. 1824 emigrierte er in die Vereinigten Staaten. Sein jüngerer Bruder war der Arzt Robert Wesselhöft.
Wesselhöft erhielt von seinem ehemaligen Lehrer Johann Ernst Stapf einige Bücher über Homöopathie und eine Schachtel mit homöopathischen Arzneimittel zugesandt. Gemeinsam mit Detwiller begannen sie, die Lehre über die Homöopathie von Samuel Hahnemann zu studieren. In der Folge behandelte Detwiller am 23. Juli 1828 erfolgreich eine Patientin, die unter Menstruationsbeschwerden litt, mit Pulsatilla und war damit der erste Arzt, der in Amerika die Homöopathie praktisch anwandte.
Detwiller war zusammen mit Wesselhöft ein Gründungsmitglied der ersten homöopathischen-medizinischen Fakultät in Allentown und Pennsylvania sowie Gründungsmitglied der homöopathische-medizinischen Gesellschaft von Pennsylvania. Daraus ging die von ihnen mitbegründete homöopathische-medizinische Schule in Philadelphia hervor. Als Präsident stand Dettwiler zudem der homöopathische-medizinischen Gesellschaft von Lehigh Valley vor.
Detwiller kehrte 1836 zusammen mit seinem ältesten Sohn William für einen längeren Besuch nach Basel zurück. Während seines Aufenthalts hatte er Kontakt zu Gelehrten wie u. a. Johann Lukas Schönlein, Lorenz Oken und Samuel Hahnemann. An der Universität Basel legte er sein im Herbst 1816 ausgestelltes Abschlusszeugnis vor und bewarb sich nach zwanzigjähriger Abwesenheit an der medizinischen Fakultät um ein Examen. Nachdem er dieses erfolgreich bestanden hatte, erhielt er das Diplom für Medizin, Chirurgie und Geburtshilfe.
Detwiller zog 1853 nach Easton und praktizierte bis zu seinem Tod 1887. Somit war er als 92-jähriger der älteste homöopathisch praktizierende Arzt in den Vereinigten Staaten. Zu seinen Ehren wurde in Hellertown, Pennsylvania, ein Platz nach ihm benannt.